# Tivoizace
Tivoizace je v informatice vytvoření systému, který zahrnuje software šířený pod copyleftovou licencí (jako je GPL), ovšem používá hardwarové restrikce, aby se zabránilo uživatelům ve spouštění upravených verzí softwaru na tomto hardwaru. Richard Stallman začal používat tento termín s odkazem na praktiky firmy TiVo, která používala software licencovaný pod GNU GPL na svých videorekordérech, kde aktivně blokovala možnost, aby si uživatelé spouštěli na tomto hardwaru upravený software. Podle Stallmana tyto praktiky odpírají uživatelům některé ze svobod, která má licence GNU GPL chránit.